# Lisij
Lisij (in russo Лисий остров?; "isola della volpe") è una piccola isola russa del mar del Giappone, nell'Estremo Oriente russo; è situata nel golfo Nachodka, circa 1 km a sud dal porto petrolifero. Appartiene amministrativamente alla città di Nachodka. L'isola è disabitata.

## Geografia, flora e fauna
Lisij è lunga 1,6 km e larga 0,47 km. Le sue coste sono ripide, rocciose e frastagliate, solo sulla costa nord-occidentale c'è una spiaggia di 1 km. L'isola è coperta da boschi di latifoglie. Nella spedizione scientifica del 2002 è stato accertato che la flora dell'isola è molto varia e che differisce da quella della terraferma nonostante l'isola disti un solo chilometro. C'è la vite, l'acero, il carpino, la quercia, il tiglio e molte specie di piante elencate nella lista rossa IUCN della Russia.
Per quanto riguarda il mondo animale, vi sono molti uccelli: aquile di mare, piccioni selvatici, gazze, cormorani, falchi e gabbiani. Una specie, la Cyanopica cyanus è in via d'estinzione. Tra i mammiferi: scoiattoli striati, foche e otarie.

## Storia
Il nome dell'isola è un mistero in quanto non sono state trovate volpi sull'isola. Il suo primo nome, isola di Oblyzin (остров Облызина), veniva probabilmente dal nome di un membro dell'equipaggio della corvetta America, che aveva scoperto il golfo il 18 giugno del 1859.
Nel 1935, c'era sull'isola un vivaio per l'allevamento di avannotti di storione e per la lavorazione di alghe brune. Dal 1937 e fino al settembre 1945 c'è stato un campo femminile di prigioniere politiche, impegnate nella lavorazione, la salatura e la spedizione ittica. Dal 1947, i lavoratori erano dei civili che abitavano in un piccolo villaggio nella parte settentrionale di Lisij. Dopo il 1950, l'isola è diventata una riserva naturale.